# 武士沢友治
武士沢 友治（ぶしざわ ともはる、1978年2月9日 - ）は日本中央競馬会 (JRA) ・美浦トレーニングセンター所属にしていた元騎手。
戸籍上の表記は旧字体が含まれた武士澤だが、JRAでは旧字体での登録が認められていない為、一部の地方競馬を除いて競馬中継や新聞・雑誌では新字体の武士沢に修正して表記される。

## 経歴
中学時代に騎手に憧れを抱くも、卒業後は競馬学校には入らず、いったん青森県立三本木農業高等学校に入学し馬術部に所属。高校進学の経緯について武士沢は近辺には牧場がなく「馬に乗ったこともなかったので、馬術競技が盛んな同校にて、馬に慣れようとした」と語っている。
その後、高校を1年で中途退学。競馬学校騎手課程を経て、1997年中野渡清一厩舎所属騎手としてデビュー。以後2010年10月の厩舎解散まで、同厩舎に所属し続けた。競馬学校では13期生で、同期には美浦には勝浦正樹、村田一誠、板倉真由子、栗東には秋山真一郎、武幸四郎、松田大作らがいる。
1997年3月8日の中山3Rでグリーンジョージに騎乗し初勝利。デビュー初年度から2年目までは障害レースにも騎乗し、重賞初騎乗は同年の東京障害特別（秋）だった（障害は通算33戦未勝利）。
毎年10勝以上とコンスタントに勝利を重ね、2002年のNHKマイルカップでGI初騎乗。2003年6月28日の函館11Rをカツヨスパイラルで制しJRA通算100勝を達成。
2006年11月5日、アルゼンチン共和国杯でトウショウナイトに騎乗しデビュー10年目で重賞初勝利。トウショウナイトとはキャリア38戦中34戦でコンビを組み6勝を挙げたが、2008年4月30日に調教中に右前脚を骨折し予後不良となった。のちに「あの事故は僕にとって転機でした。馬に対する考え方を180度変えてもらいました。またナイトのような馬に巡りあいたいですね」と語っている。
2008年8月31日、新潟記念を16番人気アルコセニョーラで制し重賞2勝目。2着に2番人気のマイネルキッツ、3着に14番人気のトウショウシロッコが入線し、三連単は100万円を超える大波乱となった。元々この日は札幌で騎乗する予定だったが、お手馬のダイワマックワンがキーンランドカップで除外対象となり、アルコセニョーラ陣営から依頼が舞い込んでの騎乗だった。「一瞬の脚を生かす競馬が合うと思ったので直線残り400まで我慢したら、思った通りの脚を使ってくれました」と語っている。
2008年にはベンチャーナインでクラシック三冠レースに騎乗した（皐月賞13着、ダービー9着、菊花賞6着）。
2008年10月30日にOLの女性と約7年間の交際を経て結婚した。
2011年10月16日の東京では10鞍に騎乗し、5Rで2番人気リーサムダイチ、8Rで8番人気スギノブレイド、10Rで3番人気ツルマルネオ、12Rで11番人気マイネルエルドラドで勝利し、1日4勝の固め打ちをした（他に3着2回）。
2013年6月に故郷・三戸町の町役場を訪れ、スポーツ振興のために町に100万円を寄付した。2013年には自身最多の24勝を挙げた。
2016年11月13日、福島記念を7番人気マルターズアポジーで逃げ切って制し重賞3勝目。
2017年2月19日、小倉大賞典を4番人気マルターズアポジーで逃げ切って制し重賞4勝目。これがJRA通算299勝目だった。
それから約5ヶ月勝てず148連敗した後、7月15日の福島10Rを8番人気デルマサリーチャンで制しJRA通算300勝を達成。同じ日に福永祐一が2000勝を達成したため、「翌日の新聞では福永さんの記事が紙面の半分くらいを占めていて、俺はその20分の1くらいで、探しちゃいましたよ」と語っている。
2017年8月13日、関屋記念を7番人気マルターズアポジーで逃げ切って制し重賞5勝目。ゴールの瞬間、珍しくガッツポーズを見せた。2017年はデビュー以来最も少ない4勝に終わったが、そのうち2勝が重賞での勝利だった。
2018年9月23日、中山6Rでカグヤヒメに騎乗し、史上36人目のJRA通算10000回騎乗を達成した。
2024年3月6日、同月10日付で引退し、JRA競馬学校で教官となる予定とJRAから発表された。
2024年3月10日、最終騎乗となった中山12R（キーチズカンパニーで10着）終了後、中山競馬場のウィナーズサークルで引退セレモニーが行われた。セレモニーの途中からは、新たに就任するJRA競馬学校教官のブレザーと帽子を身につけ、りりしい姿を披露し、マイクを渡されると「中山競馬場でデビューして中山競馬場で引退を迎えられることが、とても感慨深いです」とコメント。

## エピソード
- ガンダム好きで知られ、調教ベストの胸の部分にジオン軍のエンブレムを入れている[14]。騎手仲間の金子光希と「ガンダ部」を結成していたこともあり[15]、「オールドタイプ最強は誰だと思いますか?」という質問には「それはもう、サウス・バニング」と答えている[16]。
- 単勝最低人気馬に乗ることが多く、デビュー以来最低人気馬に乗った回数が1986年以降最多の1500回を超えている。

## おもな騎乗馬
- トウショウナイト（2006年アルゼンチン共和国杯）
- アルコセニョーラ（2008年新潟記念）
- マルターズアポジー（2016年福島記念、2017年小倉大賞典、関屋記念）
- キタサンミカヅキ（2016年京葉ステークス）

## 騎乗成績
|       |            | 日付           | 競馬場・開催  | 競走名               | 馬名               | 頭数 | 人気 | 着順 |
| ----- | ---------- | -------------- | ------------- | -------------------- | ------------------ | ---- | ---- | ---- |
| 平 地 | 初騎乗     | 1997年3月1日   | 2回中山3日8R  | 5歳上500万下         | カオリクイン       | 16頭 | 9    | 13着 |
| 平 地 | 初勝利     | 1997年3月8日   | 2回中山5日3R  | 4歳未勝利            | グリーンジョージ   | 16頭 | 1    | 1着  |
| 平 地 | 重賞初騎乗 | 1998年4月26日  | 2回東京2日11R | NZT4歳S              | ベガスカラノテガミ | 18頭 | 15   | 15着 |
| 平 地 | 重賞初勝利 | 2006年11月5日  | 5回東京2日11R | アルゼンチン共和国杯 | トウショウナイト   | 14頭 | 1    | 1着  |
| 平 地 | GI初騎乗   | 2002年5月4日   | 3回東京6日11R | NHKマイルカップ      | マヤノサリーダ     | 18頭 | 17   | 15着 |
| 障 害 | 初騎乗     | 1997年3月23日  | 3回中山2日5R  | 障害4歳上400万下     | オンワードプリモ   | 10頭 | 10   | 9着  |
| 障 害 | 重賞初騎乗 | 1997年10月18日 | 4回東京5日9R  | 東京障害特別（秋）   | スピードドルフィン | 9頭  | 9    | 8着  |

| 年度   | 1着 | 2着 | 3着 | 騎乗数 | 勝率 | 連対率 | 複勝率 |
| ------ | --- | --- | --- | ------ | ---- | ------ | ------ |
| 1997年 | 8   | 6   | 11  | 248    | .032 | .056   | .101   |
| 1998年 | 16  | 30  | 33  | 449    | .036 | .102   | .176   |
| 1999年 | 17  | 17  | 23  | 426    | .040 | .080   | .134   |
| 2000年 | 19  | 19  | 32  | 347    | .055 | .110   | .202   |
| 2002年 | 19  | 31  | 29  | 436    | .044 | .115   | .181   |
| 2003年 | 18  | 24  | 39  | 423    | .043 | .099   | .191   |
| 2004年 | 14  | 10  | 12  | 309    | .045 | .078   | .117   |
| 2005年 | 12  | 14  | 15  | 377    | .032 | .069   | .109   |
| 2006年 | 17  | 16  | 18  | 377    | .045 | .088   | .135   |
| 2007年 | 19  | 27  | 30  | 566    | .034 | .081   | .134   |
| 2008年 | 11  | 15  | 18  | 500    | .022 | .052   | .088   |
| 2009年 | 16  | 27  | 21  | 568    | .028 | .076   | .113   |
| 2010年 | 9   | 12  | 15  | 509    | .018 | .041   | .071   |
| 2011年 | 20  | 22  | 23  | 596    | .034 | .070   | .109   |
| 2012年 | 12  | 19  | 33  | 653    | .018 | .047   | .098   |
| 2013年 | 24  | 20  | 26  | 655    | .037 | .067   | .107   |
| 2014年 | 9   | 28  | 32  | 560    | .016 | .066   | .123   |
| 2015年 | 13  | 17  | 26  | 490    | .027 | .061   | .114   |
| 2016年 | 10  | 10  | 18  | 442    | .023 | .045   | .086   |
| 2017年 | 4   | 10  | 13  | 353    | .011 | .040   | .076   |
| 2018年 | 8   | 13  | 14  | 429    | .019 | .049   | .082   |
| 2019年 | 9   | 15  | 11  | 359    | .025 | .067   | .097   |
| 2020年 | 7   | 4   | 7   | 344    | .020 | .032   | .052   |
| 2021年 | 8   | 14  | 10  | 340    | .024 | .065   | .094   |
| 2022年 | 2   | 10  | 19  | 249    | .008 | .048   | .124   |
| 2023年 | 3   | 5   | 5   | 183    | .016 | .044   | .071   |
| 2024年 | 2   | 1   | 0   | 48     | .042 | .063   | .063   |
| 平地   | 340 | 450 | 557 | 11591  | .029 | .068   | .116   |
| 障害   | 0   | 3   | 0   | 33     | .000 | .091   | .091   |
| 地方   | 14  | 15  | 22  | 272    | .051 | .107   | .188   |